# Ásiros
Ásiros (en griego, Άσσηρος) es una unidad municipal y una localidad del municipio de Langadas, de la unidad periférica de Tesalónica y de la periferia de Macedonia Central, Grecia. La población de la unidad municipal, en el censo de 2011, era de 3638 habitantes y la de la localidad de Ásiros era de 1975 habitantes.

## Arqueología
En el yacimiento arqueológico conocido como «Ásiros Tumba» se han desarrollado excavaciones arqueológicas entre 1975 y 1989 a cargo de la Escuela Británica de Atenas dirigidas por Kenneth Wardle. 
Estas han sacado a la luz restos de un asentamiento que fue ocupado durante la Edad del Bronce y la Edad del Hierro, donde se han distinguido diez fases de ocupación, aproximadamente entre los años 2000 y 700 a. C.
Entre los hallazgos de la Edad del Bronce se encuentran muros defensivos y varios graneros donde se almacenaron muchas variedades de cultivos —entre los que destacan trigo, cebada y vid—, así como abundante cerámica, tanto de procedencia micénica como local. Con respecto a esta, la cerámica local macedonia era un tipo de cerámica hecha a mano, mientras que, por otra parte, se considera que en un principio, hacia el 1350 a. C. la cerámica micénica era importada, pero luego empezó a producirse en la región y, de hecho, tras la destrucción de los centros micénicos ocurrido hacia el 1200 a. C. la cantidad de cerámica de Ásiros creció, y casi toda se producía en la zona.
Posteriormente, los graneros fueron reemplazados por estructuras más pequeñas, posiblemente casas individuales que tenían cada una sus propios almacenes. Entre la Edad del Bronce y la Edad del Hierro no se aprecia ruptura sino continuidad. De la Edad del Hierro se han conservado fogones, almacenes, un telar y un centenar de recipientes. Muchos de los objetos encontrados se exhiben en el Museo Arqueológico de Tesalónica.

### Análisis de la cronología
Un aspecto destacado que se ha estudiado en este yacimiento es su cronología, para lo que se han analizado por dendrocronología y radiocarbono restos de madera de construcción, de semillas y de huesos de animales. Los resultados han determinado una secuencia estratigráfica del yacimiento que difiere de la cronología tradicional en algunos de sus niveles.